# Fiskerton, Nottinghamshire
Fiskerton är en by i civil parish Fiskerton cum Morton, i distriktet Newark and Sherwood, i grevskapet Nottinghamshire i England. Byn är belägen 7 km från Newark-on-Trent. Fiskerton var en civil parish 1866–1884 när blev den en del av Fiskerton cum Morton och East Stoke. Civil parish hade 283 invånare år 1881. Byn nämndes i Domedagsboken (Domesday Book) år 1086, och kallades då Fiscartune.